# Công trường Mê Linh
Công trường Mê Linh là một vòng xoay giao thông nằm ở phường Sài Gòn (trước đây là Quận 1), Thành phố Hồ Chí Minh, Việt Nam, kế cận công viên Bến Bạch Đằng và sông Sài Gòn. Đây là giao điểm của sáu con đường, ở giữa có một hồ nước nhân tạo đặt tượng Trần Hưng Đạo từ trước năm 1975.

## Thiết kế

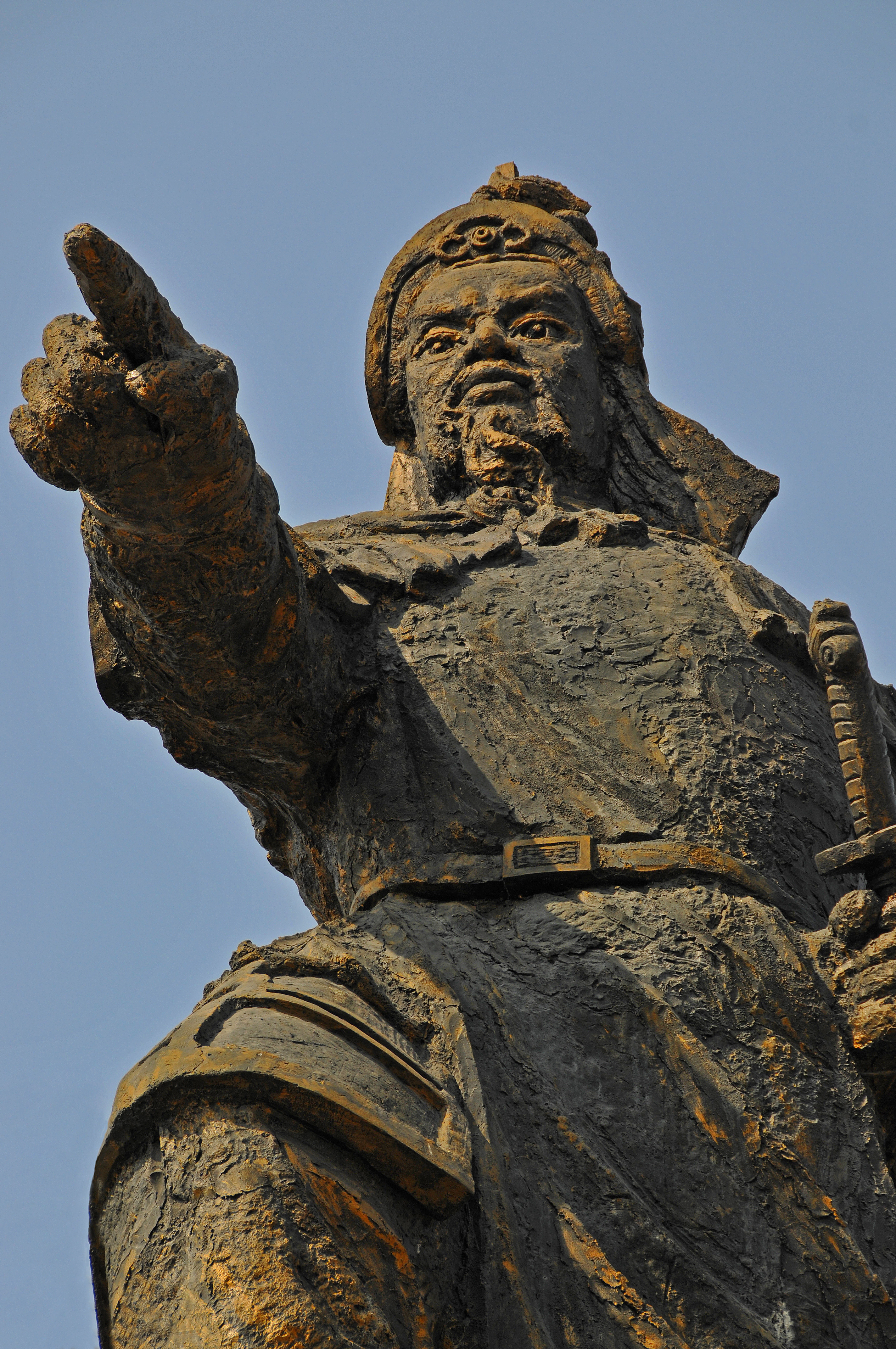
Cận cảnh tượng Trần Hưng Đạo

Công trường Mê Linh nằm tại trung tâm Quận 1 cũ, Thành phố Hồ Chí Minh, kế cận sông Sài Gòn. Đây là một nút giao thông cùng mức dạng vòng xoay giao thông, là nơi giao nhau của sáu con đường gồm Tôn Đức Thắng, Thi Sách, Hai Bà Trưng, Phan Văn Đạt, Hồ Huấn Nghiệp và Ngô Đức Kế. Công trường được thiết kế hình bán nguyệt, nhiều cây xanh và hoa cỏ, ở giữa có một hồ nước nhân tạo từ đầu thập niên 1960. Trong hồ có một tháp cao đặt tượng Trần Hưng Đạo từ năm 1967 đến nay. Thời điểm năm 1967, Hải quân Việt Nam Cộng hòa kết hợp với Hội Đức Thánh Trần tổ chức thi tạc tượng Trần Hưng Đạo để đặt tại công trường. Tác phẩm của một tác giả trẻ vừa tốt nghiệp Đại học Mỹ thuật Sài Gòn tên là Phạm Thông đã thắng giải. Tượng cao gần 6 m, đứng trên bệ tượng hình lăng trụ tam giác cao gần 10 m. Trước Tết Nguyên Đán 2019, phía trước tượng còn có một lư hương để người dân thờ cúng nhưng nhà chức trách đã dời về Đền thờ Đức thánh Trần Hưng Đạo (36 Võ Thị Sáu, P. Tân Định).

## Lịch sử
Ngược về lịch sử, công trường là nơi tàu chiến Pháp thả neo khi đổ bộ chiếm thành. Năm 1863, đây chỉ là một khu đất trống giao giữa ba con đường, sau là sáu con đường. Năm 1875, nhà cầm quyền thuộc địa dựng một tháp nhọn dạng hình chóp để vinh danh một công dân Pháp có nhiều đóng góp thương mại là ông Navaillé, đến năm 1878 đặt thêm bức tượng Thủy sư đề đốc Pháp Charles Rigault de Genouilly nên công trường có tên là Place Rigault de Genouilly. Đầu thập niên 1890, tháp vinh danh Navaillé được thay bằng tháp vinh danh Ernest Doudart de Lagrée - người lãnh đạo đoàn thám hiểm Mê Kông giai đoạn 1866-1868. Giai đoạn 1891-1923, công trường là trạm đường sắt đô thị chạy hơi nước, sau đó ngừng hoạt động và rồi trở thành trạm xe điện trong giai đoạn 1948-1954.
Năm 1955, vào buổi ban đầu của nền cộng hòa tại miền Nam Việt Nam, chính quyền dỡ bỏ tượng Genouilly và đổi tên nơi này thành Công trường Mê Linh, tương xứng với con đường bên cạnh vừa được đổi tên thành Hai Bà Trưng, gợi nhớ nơi hai vị nữ tướng phất cờ khởi nghĩa hồi thế kỷ 1. Năm 1962, người ta xây một hồ nước và dựng trên đó tượng Hai Bà Trưng của nhà điêu khắc Nguyễn Văn Thế. Dân gian cho rằng tượng được lấy nguyên mẫu là bà Trần Lệ Xuân (bà Nhu) nên khi xảy ra cuộc đảo chính năm 1963, đám đông đã giật đổ tượng này, mang đầu tượng diễu khắp phố phường. Đến năm 1967 dưới thời Đệ nhị Cộng hòa thì khánh thành tượng Trần Hưng Đạo. Có một thời gian khu vực này do hải quân quản lý nên còn được gọi là Công trường Bạch Đằng.
Nằm tại trung tâm thành phố, Công trường Mê Linh hiện được bao quanh bởi nhiều cao ốc, gồm Vietcombank Tower, Hilton Hotel Saigon, Mê Linh Point Tower và Renaissance Riverside Hotel Saigon.